# Тъмната кула V: Вълците от Кала
Тъмната кула V: Вълците от Кала е петият роман от поредицата на Стивън Кинг Тъмната кула. Издаден е през 2003, а българското издание е издадено също през тази година. В него се разказва за Роланд Дисчейн - Стрелецът, Еди Дийн(наркоман), жена му Сузана, Джейк Чеймбърз (момчето) и съществото Ко.
Те пътуват през една безкрайна пустош, докато не стигат до Кала Брин Стръджис, малко селце, чийто най-голям кошмар са съществата вълци отвличащи децата им. Ка-тетът на Роланд се съгласява да им помогне. Те получават помощ от отец Калахан-мъж избягал от кошмарът в Сейлъмс Лот.
| Предишна:                    | Поредица:    | Следваща:       |
| ---------------------------- | ------------ | --------------- |
| Тъмната кула IV: Магьосникът | Тъмната кула | Тъмната кула VI |